# Mecastrus
Mecastrus là một chi bọ cánh cứng trong họ 
Elateridae.
Chi này được miêu tả khoa học năm 1877 bởi Sharp.

## Các loài
Các loài trong chi này gồm:
- Mecastrus convexus Sharp, 1877
- Mecastrus discedens Sharp, 1877
- Mecastrus intermedius Broun, 1893
- Mecastrus lateristrigatus (White, 1846)
- Mecastrus vicinus Sharp, 1877